# Claude Pringalle
Claude Pringalle, né le 2 juillet 1931 à Tournai (Belgique), est un homme politique français.

## Biographie
Horticulteur de profession, il est élu conseiller municipal de Séranvillers-Forenville, village du Cambrésis, en 1965 puis conseiller général du canton de Cambrai-Est en 1973. Il accède aux fonctions de maire de la commune en mars 1977.
Quelques semaines plus tard, après la nomination de Jacques Legendre au gouvernement, dont il est le suppléant depuis 1973, il devient député de la 16e circonscription du Nord. Lors des élections législatives de 1978, il est à nouveau candidat suppléant et Jacques Legendre est réélu pour un nouveau mandat. 
Il retrouve les bancs de l'Assemblée nationale en mai 1978 à la suite de la nomination de Jacques Legendre en tant que secrétaire d'État chargé de la Formation professionnelle. De nouveau suppléant de Jacques Legendre en 1981, ce dernier est cependant battu par le socialiste Jean Le Garrec.
En 1986, il se présente aux élections législatives, en 15e position sur la liste RPR « Le Nord avant tout », et aux élections régionales dans le Nord-Pas-de-Calais. Il est alors élu conseiller régional et le demeure jusqu'en 1992.
En 1993, il est investi par l'Union pour la France, coalition de l'opposition unie, dans la dix-huitième circonscription du Nord et est élu député au second tour avec 55,36 % des voix face au candidat socialiste Jacques Warin. Il effectue un seul mandat et ne se représente pas lors du scrutin législatif de 1997.
Il reste conseiller général jusqu'en mars 2004, défait par Brigitte Sorlin (PS), et premier édile de Séranvillers-Forenville jusqu'aux élections municipales de 2008, année où il cède son siège à Marie-Bernadette Buisset.

## Détail des fonctions et des mandats

### Mandats parlementaires
- 2 mai 1977 - 2 avril 1978 : député de la 16e circonscription du Nord (en remplacement de Jacques Legendre)
- 7 mai 1978 - 22 mai 1981 : député de la 16e circonscription du Nord (en remplacement de Jacques Legendre)
- 2 avril 1993 - 21 avril 1997 : député de la 18e circonscription du Nord

### Mandats locaux
- mars 1965 - mars 1977 : conseiller municipal de Séranvillers-Forenville
- septembre 1973 - mars 2004 : conseiller général du canton de Cambrai-Est
- mars 1977 - mars 2008 : maire de Séranvillers-Forenville
- mars 1986 - mars 1992 : conseiller régional du Nord-Pas-de-Calais